# Giftriddarsporre
Giftriddarsporre, Delphinium staphisagria är en ranunkelväxtart som beskrevs av Carl von Linné 1753 i Species Plantarum. Giftriddarsporren ingår i släktet storriddarsporrar, och familjen ranunkelväxter. Inga underarter finns listade i Catalogue of Life.
Blomman är djupblå.

## Bildgalleri

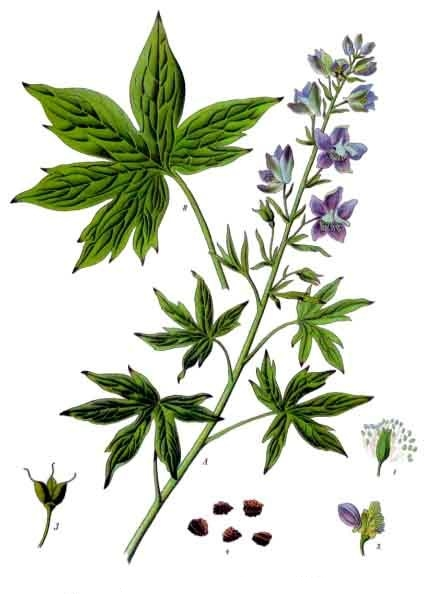